# Maraya
Pour l’article homonyme, voir Maraya (série télévisée).
Maraya est une localité de la paroisse civile d'Yapacana dans la municipalité d'Atabapo dans l'État d'Amazonas au Venezuela sur le río Ventuari, à proximité du confluent avec l'Orénoque